# 안티 니에미 (축구인)
안티 미코 니에미(핀란드어: Antti Mikko Niemi, 1972년 5월 31일 ~ )는 핀란드의 전직 축구 선수로, 현역 시절 포지션은 골키퍼였다. 2008년 9월에 반복되는 부상을 이유로 현역 은퇴 선언을 했었으나 2009년 8월에 포츠머스 FC와 1년 계약을 맺으면서 현역 선수로 복귀했다. 그는 포츠머스에서 주전 골키퍼 데이비드 제임스의 백업 역할을 맡았으며, 현재는 핀란드 국가대표팀의 골키퍼 코치 역할도 수행한다.

## 수상
- FC 코펜하겐 올해의 선수상 : 1997
- 핀란드 올해의 선수상 : 2003